# Vidrio inteligente

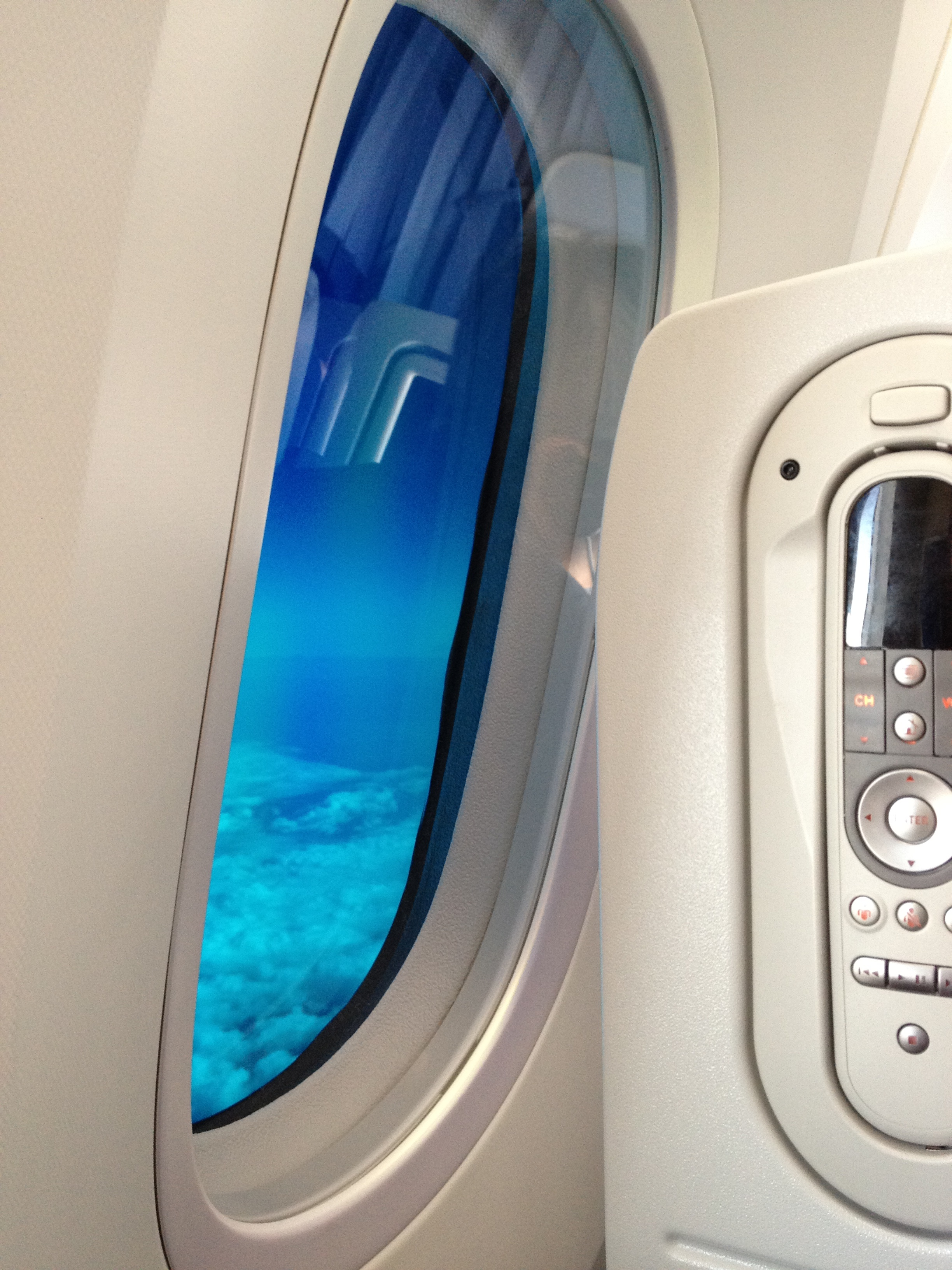
Ventana dotada con vidrio inteligente en un Boeing 787.

El vidrio inteligente, también conocido como ventana inteligente cuando se usa en ventanas o tragaluces, se refiere a un tipo de vidrio que puede cambiar sus propiedades de transmisión de luz. Los vidrios inteligentes pueden ser de un material electrocrómico, que se activan mediante la aplicación de una corriente eléctrico; fotocrómico, estimulados por una fuente de luz intensa; o termocrómico, que responden al calor.
Los vidrios inteligente permiten controlar la cantidad de luz (y en consecuencia, de calor) que transmiten. Una vez que se activa, el vidrio cambia de transaparente a opaco, bloqueando parcialmente la luz mientras mantiene una vista clara.